# Гедеон (Губка)
Єпископ Гедеон (в миру Василь Іванович Губка; 9 грудня 1962, селі Васловівці, Заставнівський район, Чернівецька область) — єпископ Російської православної церкви, єпископ Георгіївський та Прасковейський.

## Походження та навчання
Василь Губка народився 9 грудня 1962 року в селі Васловівці Заставнівського району Чернівецької області в селянській родині Івана Григоровича та Марії Іфтемівни Губки. Усього в родині було семеро дітей.
У 1978 році він закінчив Васловівську восьмирічну школу. А через два роки — у 1980 закінчив Чернівецьке технічне училище № 2, де здобув фах монтажника атомних електростанцій.
До призову в армію працював на Молдавській ГРЕС, Чорнобильській та Рівненській атомних станціях. Також Василь Губка закінчив школу робітничої молоді в Дністровському. У 1981—1983 роки проходив службу в лавах Збройних сил у Німеччині. Відразу після армії намагався вступити до Чернівецького медичного інституту. З січня по липень 1984 року працював у середній школі № 30 міста Чернівці.
У 1984 році Василь Губка вступив до Московської духовної семінарії, під час навчання в якій у 1987 році був прийнятий до братії Троїце-Сергієвої Лаври.

## Служіння

### Чернецтво
29 лютого 1988 року він приймає чернецтво з ім'ям Гедеон. Навесні того ж року, перед закінченням семінарії, був висвячений у дияконський сан. У 1988 році закінчив Московську духовну семінарію і вступив до Московської духовної академії.
У 1989—1993 роки з благословення намісника лаври Василь Губка ніс послух викладача Закону Божого в Костянтинівському дитячому будинку. Вже з перших років перебування в семінарії почав вивчати історію православ'я на Буковині. Під час літніх канікул намагався використовувати свій вільний час на пошуки архівних документів і маловідомих фактів по цій темі, яка стала головним предметом його досліджень у Духовній академії та після її закінчення у 1992 році.

### Педагогічна діяльність
З вересня 1991 року по 2012 рік несе послух настоятеля П'ятницького подвір'я Лаври. З вересня 1993 року по 2012 рік ніс послух директора Дитячої духовної співочої і недільної шкіл. З 1998 по 2011 рік був головним редактором газети «П'ятницьке подвір'я».
У 1999—2006 роки — директор Православної гімназії імені преподобного Сергія Радонезького. Також, з 2000 по 2006 рік — головний редактор гімназійного журналу «Фавор».
20 квітня 2001 року Василь Губка був нагороджений правом носіння палиці (за понесені труди настоятеля П'ятницького подвір'я, організацію і керівництво Сергієво-посадською православною гімназією імені преп. Сергія Радонезького і недільної та співочої школи при храмі Св. вмчц. Параскеви П'ятниці).
У 2007 році він успішно захистив дисертацію на здобуття наукового ступеня кандидата богослов'я за темою «Подольні храми Троїце-Сергієвої Лаври».
З 3 жовтня 2007 року — помічник намісника та благочинного по управлінню скитами, господарствами, приписними монастирями і приписними храмами Свято-Троїцької Сергієвої Лаври.
З 2011 року і по даний час Василь Губка працює головним редактором журналу «П'ятницьке подвір'я».

### Єпископ та архімандрит
4 жовтня 2012 року рішенням Священного Синоду був обраний єпископом Георгіївським та Прасковейським.
9 жовтня 2012 року в Донському ставропігійному монастирі митрополитом Ставропольським та Невинномисським Кирилом возведений у сан архімандрита.
17 листопада 2012 року в хрестовому храмі Володимирської ікони Божої Матері в Патріаршій резиденції в Чистому провулку наречений у єпископа Георгіївського та Прасковейського.
13 грудня 2012 року за Божественною літургією в Казанському соборі Ставрополя хіротонісаний у єпископа Георгіївського і Прасковейського. Хіротонію звершили: Патріарх Московський і всієї Русі Кирил, митрополит Саранський і Мордовський Варсонофій (Судаков), митрополит Волгоградський і Камишинський Герман (Тимофєєв), митрополит Єкатеринодарський і Кубанський Ісидор (Кириченко), митрополит Ростовський і Новочеркаський Меркурій (Іванов), митрополит Челябінський і Златоустівський Феофан (Ашурков), митрополит Ставропольський і Невинномиський Кирило (Покровський), архієпископ Астраханський і Єнотаєвський Іона (Карпухін), архієпископ Владикавказький і Махачкалинський Зосима (Остапенко), архієпископ Бакинський і Азербайджанський Олександр (Ищеин), єпископ Майкопський і Адигейський Тихон (Лобковский), єпископ П'ятигорський і Черкеський Феофілакт (Кур'янов), єпископ Солнєчногорський Сергій (Чашин), єпископ Елістинський і Калмицький Зіновій (Корзинкин), єпископ Єйський Герман (Камалов), єпископ Шахтинський і Миллеровский Ігнатій (Депутатів), єпископ Волгодонський і Сальський Корнилій (Синяев); єпископ Урюпинський і Новоаннинський Єлисей (Фомкин).

## Список публікацій
- Православие на Буковине в период с 1873 по 1945 гг. Сергиев Посад, 1992. — 191 с.
- История Православной Церкви на Буковине в период вхождения Буковины в состав Австрийской империи (1777—1918 гг.) Сергиев Посад, 1996. — 74 с.
- Краткая история подольных храмов. Сергиев Посад, 2001. — 98 с.
- С глубокой скорбью извещаем Вас… Сергиев Посад, 2001. — 74 с.
- Елена Чабан. Небесные колокола. Сергиев Посад, 2004. — 72 с. (Перевод с украинского на русский).
- Летопись Пятницкого подворья Свято-Троицкой Сергиевой Лавры (1991—2006 гг.) Сергиев Посад, 2006. — 262 с.: ил.
- С глубокой скорбью извещаем Вас… Издание второе, исправленное и дополненное. Сергиев Посад, 2006. — 114 с.
- Буклет Пятницкого подворья Свято-Троицкой Сергиевой Лавры приуроченный к 15-летию открытия. Сергиев Посад, 2006. — 36.: ил.
- Подольные храмы Свято-Троицкой Сергиевой Лавры. Сергиев Посад, 2007. — 296 с.
- Благословляется быть…. Сергиев Посад, 2009. — 896 с.
- С глубокой скорбью извещаем Вас… Сергиев Посад, 2011. — 256 с.